# Profumo varietale
Il profumo varietale di un vino o profumo primario è quello che deriva direttamente dal vitigno, tipico dell'uva fresca, e cioè il profumo del vino che ricorda quello dell'uva.  È tipico delle cosiddette uve aromatiche.
I profumi secondari di un vino sono quelli che si formano durante la fermentazione dell'uva e immediatamente dopo questa. Sono riferibili ai profumi di frutta e di fiori e tendono ad attenuarsi con il tempo.
Il profumo terziario di un vino è quello che si forma durante la sua maturazione, il suo invecchiamento. Sono profumi terziari quelli speziati (anice, cannella etc.), balsamici (pino, ginepro etc), legnosi (note di legno), cuoio e goudron o asfalto, toni minerali. L'analisi di questi profumi viene eseguita nella degustazione di un vino. 